# Алкидика
Алкидика (др.-греч. Ἀλκιδίκη) — в древнегреческой мифологии дочь Алея, царя Аркадии и мать Тиро.
Согласно мифам, Алкидика, красивая молодая женщина, была выдана замуж за царя Элиды, надменного и высокомерного Салмонея. Забеременев от мужа, она родила красавицу Тиро и умерла во время родов. Воспитанием дочери после этого занялась новая жена Салмонея, Сидеро, ставшая ей мачехой, которая относилась к ней с ненавистью. Одним из потомков Алкидики является Эсон, отец Язона, знаменитого предводителя аргонавтов.